# Wendelstein (Bawaria)
Wendelstein – gmina targowa w Niemczech, w kraju związkowym Bawaria, w rejencji Środkowa Frankonia, w regionie Industrieregion Mittelfranken, w powiecie Roth. Leży w Okręgu Metropolitarnym Norymbergi, bezpośrednio graniczy z Norymbergą, około 15 km na północ od Roth, nad rzeką Schwarzach, przy autostradzie A6 i A73.

## Osoby urodzone w Wendelsteinie
- Adam Scharrer, pisarz